# Horní Poustevna (przystanek kolejowy)
Horní Poustevna – przystanek kolejowy w Horní Poustevna, w kraju usteckim, w Czechach. Znajduje się na wysokości 340 m n.p.m.
Jest zarządzany przez Správę železnic. Na przystanku nie ma możliwości zakupu biletów, a obsługa podróżnych odbywa się w pociągu.

## Linie kolejowe
- Rumburk – Sebnitz